# Rocket Internet
Die Rocket Internet SE ist ein Beteiligungsunternehmen mit Sitz in Berlin. Das Unternehmen hält Anteile an unterschiedlichen Startups mit Schwerpunkt auf vorwiegend internetbasierten Geschäftsmodellen. Bekannt wurde Rocket Internet, indem es vor allem auf Startups setzte, die bereits ein erfolgreiches und internationales Vorbild aufweisen können, hat sich jedoch zwischenzeitlich zu einem diversifizierten Beteiligungsunternehmen mit Konzentration auf Startups aller Entwicklungsphasen entwickelt.

## Geschichte

### Gründung und frühe Entwicklungen
Rocket Internet wurde 2007 von den Brüdern Marc, Oliver und Alexander Samwer in Berlin gegründet. Ursprünglich konzentrierte sich das Unternehmen auf Neugründungen von Startups mit rein internetbasierten Geschäftsmodellen. Neben der Bereitstellung von Risikokapital unterstützt das Unternehmen junge Firmen ebenso mit Know-how und verschiedenen Dienstleistungen aus den Bereichen IT, Marketing oder Vertrieb. In der Vergangenheit griff Rocket Internet häufig auf funktionierende Geschäftsmodelle aus den USA zurück und versuchte, diese in anderen Teilen der Welt zu etablieren, so beispielsweise die Amazon-Kopie Lazada oder den Zappos-Klon Zalando.

### Wandlung Geschäftsmodell und aktuelle Entwicklungen
Schrittweise wendete sich Rocket Internet dann von seinem ursprünglichen Geschäftsmodell der Neugründung von Startups ab und investiert heute vermehrt in bereits bestehende Unternehmen.
Im Juni 2016 schrieb Rocket Internet in Zusammenarbeit mit Google und McKinsey & Company den Startup-Preis DT50 aus. Mit dem Preis werden junge, ausgewählte Unternehmen aus der Tech-Szene in Europa in den Kategorien B2B, B2C sowie Tech-for-social-impact ausgezeichnet.
Im Januar 2016 legte Rocket Internet den Rocket Internet Capital Partners Fonds auf; anfänglich wurden über 420 Mio. US-Dollar eingeworben; bis Januar 2017 wurde dieser Fonds auf eine Milliarde US-Dollar ausgeweitet. Der Fonds stellt Unternehmen im Internetsektor Early Stage- und Wachstumskapital zur Verfügung.
In London startete Rocket Internet im Dezember 2017 mit Global Growth Capital eine Bank für die Vergabe hochverzinslicher Kredite an Startup-Unternehmen.

### Börsengang und Börsenrückzug
Am 1. Juli 2014 wandelte Rocket Internet seine ursprüngliche Rechtsform der GmbH in eine Aktiengesellschaft um, der Börsengang erfolgte am 2. Oktober 2014. Die Aktie war zunächst im Entry Standard notiert. Am 18. März 2015 änderte das Unternehmen seine Rechtsform in eine Europäische Gesellschaft (SE). Im September 2016 wechselte die Aktie in den Prime Standard; im Oktober 2016 wurde sie in den SDAX aufgenommen. Zwischen dem 19. März 2018 und dem 21. September 2020 war die Aktie im deutschen Mittelwerte-Index MDAX gelistet, bevor sie wieder in den SDAX abstieg, den sie aufgrund des Rückzugs von der Börse kurze Zeit später ebenfalls verlassen musste.
Laut Geschäftsbericht 2017 hielt die Global Founders GmbH der Samwer-Brüder mit 37,1 Prozent den größten Anteil an Rocket Internet. Weitere Anteilseigner sind Baillie Gifford & Co mit 6,5 Prozent sowie PLDT mit 6,1 Prozent. Rund 42 Prozent der Aktien befanden sich im Streubesitz. Die schwedische Beteiligungsgesellschaft Kinnevik stieg im Jahr 2017 als Großaktionär von Rocket Internet aus und veräußerte ihre zuletzt 6,6 Prozent an dem Unternehmen an institutionelle Investoren.
Am 1. September 2020 gab Rocket Internet ein Delisting (Börsenrückzug) bekannt. Hierzu wurde ein Aktienrückkaufprogramm gestartet. Am 30. Oktober 2020, rund sechs Jahre nach dem Börsengang, wurde Rocket Internet im Rahmen eines Delistings auf Bestreben von CEO Oliver Samwer wieder von der Börse genommen. Weil der Rückkaufpreis pro Aktie mit 18,57 Euro erheblich unter dem Ausgabepreis bei Börsengang lag, führte dies zu Ernüchterung und Kritik von Seiten der Anleger.

## Unternehmen

### Standorte und Mitarbeiter

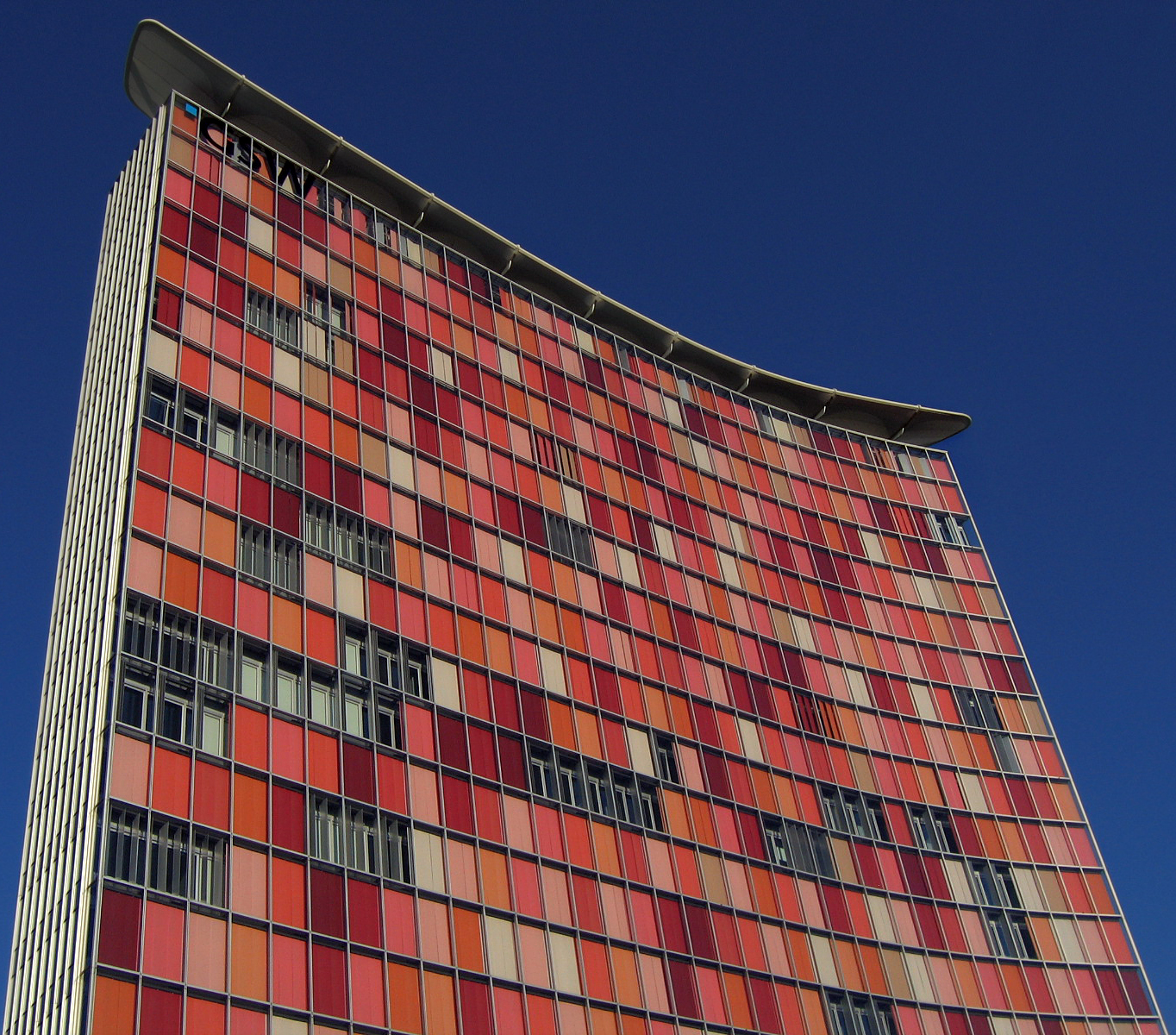
Sitz von Rocket Internet in Berlin, das ehemalige GSW-Hochhaus

Das Unternehmen unterhält weltweit eine Vielzahl an Standorten.

### Kennzahlen
Für das Geschäftsjahr 2017 wies die Rocket Internet SE einen aggregierten Umsatz ausgewählter Unternehmen von 2,64 Mrd. Euro aus. Der Konzernumsatz der Rocket Internet SE ohne assoziierte Unternehmen belief sich 2020 auf 108 Mio. Euro, bei einem Verlust von 18 Mio. Euro.
Rocket Internet verfügte Ende März 2018 über liquide Mittel in Höhe von 2,7 Mrd. Euro.

## Beteiligungen

### Aktuelle Beteiligungen
Die Top-10-Positionen des Portfolios von Rocket Internet, nach Angaben auf der Hauptversammlung 2021, sind:
- United Internet
- GFG
- Amazon
- Westwing Group SE: 6.042.778 Anteile (29,37 % der Anteile)[33]
- Allianz
- Alibaba
- Softbank
- Alphabet
- 1&1
- Tele Columbus

Laut Geschäftsbericht 2017 gehören zu Rocket Internets Portfolio, an denen der Konzern Beteiligungen in unterschiedlicher Höhe hält, außerdem folgende Unternehmen: HelloFresh, Global Fashion Group, dafiti, home24, Delivery Hero, lamoda und zalora. Weitere Unternehmen sind unter anderem: campsy, caterwings, DiscoEat, eatfirst, everdine, GlobalSavingsGroup, helpling, Home24 SE: 1.864.755 Anteile (6,37 % der Anteile), InstaFreight, Lendico, nestpick, spotcap, vaniday, visito, zanui und zipjet.

### Beteiligungsgeschichte
Rocket Internet brachte im Jahr 2017 die Unternehmen HelloFresh und Delivery Hero an die Börse.
Im Februar 2015 erwarb Rocket Internet für einen Kaufpreis von 496 Mio. Euro eine 30-Prozent-Beteiligung an Delivery Hero, einem internationalen Netzwerk für Essens-Bestellungen. Nur einen Monat später stockte Rocket Internet seine Beteiligung an Delivery Hero auf 39 Prozent auf. Der operative Einfluss auf Delivery Hero galt allerdings als beschränkt, da Rocket Internet weder im Vorstand noch im Aufsichtsrat von Delivery Hero vertreten war, und entgegen seiner üblichen Vorgehensweise als Investor und nicht als Inkubator auftrat. Im Dezember 2016 verkaufte Rocket Internet seine Foodpanda-Beteiligung an Delivery Hero. Im März 2018 verkaufte Rocket Internet ein Delivery Hero-Aktienpaket an Naspers und reduzierte so seine Beteiligung auf 8,4 %. Im Sommer 2022 hält Rocket Internet weniger als 0,5 % der Anteile von Delivery Hero. Die ursprüngliche 39-Prozent-Beteiligung wäre gegenwärtig 3,8 Milliarden Euro wert.
Seit 2016 hat sich Rocket Internet in mehreren Finanzierungsrunden an Humanoo beteiligt, einem Berliner Start-up-Unternehmen im Bereich Betrieblicher Gesundheitsförderung. Im Januar 2018 erwarb Rocket Internet eine Mehrheitsbeteiligung an der australischen Catering-Plattform Order In. Im Februar 2019 reduzierte Rocket Internet seine Anteile an Home24 auf 25 Prozent. Im Mai 2019 veräußerte Rocket Internet seine verbleibenden 28,9 Prozent an HelloFresh an der Börse und war somit nicht mehr an HelloFresh beteiligt. Die Anteile von HelloFresh wären gegenwärtig 1,7 Milliarden Euro wert.
Anfang April 2020 stieß Rocket Internet seine kompletten Anteile (11 %) am pan-afrikanischen Versand- und Logistikkonzern Jumia ab.

## Kritik
Das in der Anfangsphase als „Klonschmiede“ bezeichnete Unternehmen wurde für seine Strategie kritisiert, die Geschäftsmodelle anderer Firmen zu kopieren.
Das Vorgehen beim Delisting wurde ebenfalls von Seiten der Aktionäre kritisiert, da der Ausgabepreis der Aktien im Oktober 2014 bei 42,50 Euro lag, das Rückkaufangebot rund 6 Jahre später (ohne dass zwischenzeitlich eine Dividende ausgeschüttet wurde) jedoch nur bei 18,57 Euro. Die Kritik erstreckte sich ferner darauf, dass das Angebot von der Rocket Internet SE selbst kam und demnach die eigenen Aktien zu einem – aus Sicht der Anleger – zu geringen Preis zurückgekauft wurden und die Aktionäre somit übervorteilt werden würden.